# Abell 901
Abell 901 ist ein massereicher Galaxienhaufen im Sternbild Löwe. Er ist etwa 2,6 Milliarden Lichtjahre von der Erde entfernt und hat eine Ausdehnung von etwa 16 Millionen Lichtjahren. Er bildet zusammen mit Abell 902 einen Superhaufen. Der Name leitet sich vom Eintrag im Abell-Katalog ab.
Bekannt wurden beide durch die Entdeckung starker Röntgenstrahlung durch den Satelliten ROSAT in den 1990er Jahren, welche von den Galaxienhaufen ausgeht. Aus Aufnahmen des Hubble-Weltraumteleskops, XMM-Newton und anderen Aufnahmen der Region konnte die Verteilung von dunkler Materie im Bereich der Galaxienhaufen rekonstruiert werden.